# Concierto para piano n.º 19 (Mozart)
El Concierto para piano n.º 19 en fa mayor, K. 459, de Wolfgang Amadeus Mozart fue compuesto a finales de 1784: el catálogo temático de obras que llevaba el propio Mozart indica que fue completado el 11 de diciembre (las obras que lo rodean en el catálogo Köchel son el KV 458, el Cuarteto de la caza y el KV 464, el quinto de los Cuartetos Haydn). Es conocido ocasionalmente como el segundo concierto de la coronación, debido a que Mozart lo interpretó con motivo de la coronación de Leopoldo II en Fráncfort del Meno, en octubre del año 1790. 
El autógrafo de la partitura se conserva en la Biblioteca de la Universidad Jagellónica de Cracovia. La primera edición fue producida por Johann Andre de Offenbach en 1794, y Breitkopf & Härtel produjo una edición en 1800. 

## Estructura
Consta de tres movimientos:
1. Allegro, 4/4.
2. Allegretto, 6/8, en do mayor.
3. Allegro assai, 2/4.

El concierto fue escrito por Mozart para ser interpretado por él mismo: Arthur Hutchings lo denomina "atlético", combinando gracia con vigor. Está compuesto para flauta, dos oboes, dos fagotes, dos trompas, y cuerdas.

### Primer movimiento
La orquesta comienza lentamente con un preludio de 71 compases (Hutchings incorrectamente menciona 72), donde se exponen seis temas orquestales (A-F en las anotaciones de Hutchings), de los que el primero, rítmico y con un aire militar, se hace cada vez más importante a medida que el movimiento progresa; en efecto, su ritmo insistente domina todo el movimiento. Entonces el piano responde con su propia exposición de 116 compases, empezando con A y B, para introducir seguidamente nuevo material (temas x e y), con libres pasajes de arpegios y escalas: el esquema es ABxAyA Libre D Libre. la orquesta vuelve entonces en sí con su breve primer ritornello (22 compases) que introduce otro tema, el G: el esquema es AGAG. En la consiguiente sección central, de 35 compases, aún se introduce otro nueva tema, el H: el esquema es HAHAHA. Esto es seguido por una larga recapitulación, también de 116 compases, donde, como es típico en sus conciertos, Mozart se desvía rápidamente de una simple repetición del material previo: el esquema es ABAyADA Libre. Finalmente, el movimiento es llevado a término con el ritornello final (36 compases): AGA Cadenza EF - de ahí que los dos temas de cierre del preludio se escuchan de nuevo en el final.

#### Análisis

##### Preludio (orquesta)
Compases:

1-16 A (2 x 8 compases, primero p a continuación f)

16-24 B

24-36 C pasaje más corto (32-36) que conecta con D (esto ocurre constantemente con el tema D y por consiguiente podría ser considerado parte del mismo).

37-54 D (37-42), tema más subsidiario que enlaza con E

54-62 E -primer tema de cierre
 
62-71 F -segundo tema de cierre

##### Exposición
72-79 A (piano)

79-87 A (piano más orquesta)

87-95 B (en orquesta, el piano acompaña), modula a do mayor hacia el final

95-99 x (piano)

100-105 x (piano más orquesta) entonces un breve pasaje conecta con A

106-111 A (orquesta), aún en do mayor

111-130 A (piano más orquesta), en re menor y entonces modula pasando por varias tonalidades

130-138 y (orquesta) en do mayor

138-148 y (piano, pero con la sección de cuerda en 142-44)

149-164 A (fragmentos del ritmo en la orquesta, el piano acompaña), modula pasando por varias tonalidades

164-167 enlazando un pasaje similar a 32-36 (en orquesta, el piano acompaña), en do mayor

168-171 D (orquesta, el piano acompaña), de nuevo en fa mayor

171-177 enlazando un pasaje similar a 32-36 (en orquesta, el piano acompaña)

178-180 D (piano, orquesta acompaña)

181-188 Pasaje libre, basado en los tresillos de D (piano acompañamiento orquestal), terminando en el trino del 178 de D, lo que indica el final de la exposición.

##### Primer ritornello (orquesta)
189-194 A, en do mayor

194-201 G

202-206 A (fragmentos repetidos) 

207-210 G.

##### Sección central
211-212 H (piano), en la menor

213-214 A (orquesta, el piano acompaña)

215-216 H (piano), en la menor

217-235 A (orquesta y piano unido estrechamente)

235-240 H (una versión libre, piano)

241-246 A (orquesta), modulando de vuelta a fa mayor para la recapitulación.

##### Recapitulación
247-254 A (piano), en fa mayor

255-262 A (orquesta)

262-273 B (orquesta, el piano acompaña)

273-278 A (orquesta)

278-285 A (piano, la orquesta acompaña)

286-297 A (orquesta, el piano acompaña, 291-293 es un pasaje de enlace)

297-305 y (orquesta)

305-315 y (piano)

316-330 A (orquesta, el piano acompaña)

330-334 pasaje de transición a D, como el 32-36 (orquesta, el piano acompaña)

335-340 D (orquesta, el piano acompaña), 338-340 es un pasaje para piano de enlace

340-347 tema subsidiario como el de 42-49 (piano, la orquesta acompaña)

348-352 pasaje de treansición como el 32-36 (orquesta, el piano acompaña) conduciendo a D

353-359 D (piano, la orquesta acompaña), 356-359 es un pasaje de enlace

360-366 A (orquesta, el piano acompaña)

367-368 A (piano, la orquesta acompaña)

369-370 A (orquesta, el piano acompaña)

371-378 Pasaje libre, el piano en acordes arpegiados en tresillos, conduce al trino en g en el compás 378, lo que indica el final de la recapitulación.

##### Ritornello final
379-384 A

384-390 G

390-392 A (fragmento)

392 Cadenza (piano: la de Mozart tiene una longitud de 37 compases, KV 626aI/58)

393-401 E

401-410 F.

### Segundo movimiento
Este movimiento ligero consiste en una condensada forma sonata, con una estructura ABAB (id est, como una forma sonata pero sin la sección central). Cada uno de los dos temas principales, el primero mayor, el segundo menor, es extensamente presentado y variado; Mozart varía ligeramente la segunda presentación en B para evitar una repetición exacta. El movimiento termina con el sumamente característico uso del viento-madera en tranquilas escalas ascendentes.

#### Análisis

##### Exposición
1-10 A (orquesta)

10-14 B (orquesta)

15-20 Pasaje de conexión, modulando de nuevo a do mayor a través de varias tonalidades

21-25 A (orquesta)

26-29 A (piano)

30-35 A 

35-38 C nuevo material temático

39-43 pasaje libre que modula a sol mayor

44-47 A (orquesta), en sol mayor tratado canónicamente

48-51 A (piano, la orquesta acompaña), en sol mayor tratado canónicamente

52-57 D nuevo material temático (piano), terminando así el primer grupo

58-61 E Inicio del segundo grupo con una repentina modulación a sol menor (orquesta)

62-66 E (piano, las cuerdas)

67-70 F nuevo material temático en la orquesta

71-73 lo mismo, con el piano, modulando a sol mayor hasta el final

74-76 G (piano en sol mayor)

76-77 G (orquesta, el piano acompaña)

77-78 pasaje de conexión (piano)

79-85 H (piano, la orquesta acompaña) volviendo a un pasaje libre que modula a do mayor, iniciando la recapitulación.

##### Recapitulación
86-95 A (el piano primero, después ambos), tratados de diversas maneras

95-98 C (piano, la orquesta acompaña. Casi idéntico a 35-38)

99-102 pasaje libre que modula a sol mayor, pero vuelve inmediatamente a do mayor

103-111 A tratado canónicamente como en 48-51, extendido (piano y orquesta juntos)

111-116 D (piano) en do mayor,

116-120 E (orquesta), esta vez en do menor

121-124 E (piano, la orquesta acompaña), aún en do menor

125-129 F (orquesta), en do menor

129-135 lo mismo, con el piano, modulando a do mayor hasta el final

135-136 G (orquesta)

136-141 pasaje de conexión (piano, la orquesta acompaña)

141-146 H (piano, la orquesta acompaña) volviendo a un pasaje libre que conduce a A, permaneciendo en do mayor

146-150 A (orquesta más piano)

##### Coda
150-155 Escalas en orquesta

156-159 A - Final, enunciado ornamentadamente por el piano, acompañado por las escalas orquestales.

### Tercer movimiento
El movimiento, descrito por Girdlestone como el movimiento más potente del concierto, está escrito en una extensa forma rondó. En contraste con el lánguido segundo movimiento, el tema está claramente definido e introducido por el piano, seguido rápidamente por los vientos. El tema introduce el motivo principal o leitmotif de esta pieza: corchea-corchea-negra, corchea-corchea-negra. Las dos corcheas de cada grupo de tres notas están a la misma altura. De hecho, este motivo rítimico es usado muy frecuentemente a lo largo de toda la pieza, una técnica similar a la que empleó Beethoven en el primer movimiento de su Sinfonía n.º 5. 
La orquesta se alza a continuación con el segundo tema - un pasaje escalar que es entonces presentado en una forma contrapuntística. El piano permanece en silencio durante este momento. Entonces, el piano hace su reentrada y empieza con fermatas que han de ser interpretados a una vertiginosa velocidad. La orquesta proporciona diversos acompañamientos con el motivo principal y diferentes temas. En un punto, el material de inicio vuelve y el segundo tema es interpretado de nuevo, aunque no a la misma altura ni con la misma instrumentación. El tratamiento es contrapuntístico pero algo más libre que previamente, el piano ahora interpreta junto a la orquesta. Un majestuoso pasaje del piano y a continuación de la orquesta conduce a la cadenza. Tras la cadenza viene la coda, donde el tema principal conduce poco a poco hasta la conclusión. La pieza termina con tres enfáticos acordes tocados por todos los instrumentos, incluido el piano.